# Eichinaphis turanica
Eichinaphis turanica är en insektsart. Eichinaphis turanica ingår i släktet Eichinaphis och familjen långrörsbladlöss. Inga underarter finns listade i Catalogue of Life.